# Musée historique de la Libération
Le musée historique de la Libération (en italien : Museo storico della Liberazione) est un musée de Rome, en Italie, situé dans un petit immeuble Via Tasso 145, à proximité de la basilique Saint-Jean-de-Latran. Il présente la période de l'occupation allemande de Rome durant la Seconde Guerre mondiale et sa libération. Le bâtiment qui abrite le musée est utilisé par les SS durant la première moitié de 1944, afin de torturer les membres de la Résistance italienne.

## Histoire du bâtiment et du musée
Après l'achèvement de la construction à la fin des années 1930, le bâtiment est loué à l'ambassade d'Allemagne à Rome : il est initialement utilisé comme Office culturel de l'ambassade. Le siège de la SIPO, la police de la sûreté faisant partie de la SS, dirigée par Herbert Kappler, y est établi à partir du 11 septembre 1943. Il occupe le bâtiment jusqu'à la retraite allemande de Rome. Sous Kappler, il est transformé en prison, les pièces sont transformées en cellules. En janvier 1944, toutes les fenêtres sont murées pour faciliter l'emprisonnement, les interrogatoires et la torture de certains des membres les plus importants de la résistance italienne. Il est estimé que 2 000 personnes sont passées dans le bâtiment. Le 4 juin 1944, jour de la Libération de Rome, la population entre dans le bâtiment et libère les prisonniers qui n'ont pas été assassinés par les SS en fuite, puis y met le feu, c'est à ce moment que Giuseppe Dosi parvient à sauver des flammes une masse importante de documents qui permettront ultérieurement de faire condamner un certain nombre de collaborateurs fascistes des allemands.

## Le musée
Entre autres collections le musée détient et présente les souvenirs et archives du commissaire Giuseppe Dosi.

## Source
- (en) Cet article est partiellement ou en totalité issu de l’article de Wikipédia en anglais intitulé « Museum of the Liberation of Rome » (voir la liste des auteurs).